# Alev
Alev is een Turkse meisjesnaam en betekent vlam.

## Bekende naamdraagsters
- Alev Alatlı, econome en schrijfster
- Alev Croutier, Amerikaans schrijfster
- Alev Inan, pedagoge
- Alev Korun, Oostenrijks politica
- Alev Lenz, Duits zangeres
- Özlem Alev Demirel, Duits politica van Koerdische afkomst